# Itoplectis melanocera
Itoplectis melanocera là một loài tò vò trong họ Ichneumonidae.